# 閔炳德
閔炳德（：／ Min Byeong-deok，1970年12月20日—），大韓民國自由派政治人物，第21屆國會議員。